# Unbikwad
Unbikwad (Ubq, ang. unbiquadium) – hipotetyczny pierwiastek chemiczny o liczbie atomowej 124. Do tej pory nie uzyskano żadnego izotopu tego pierwiastka, a jedynie wysoko wzbudzone jądra złożone. Jednakże ich mierzalny czas życia wskazuje, że 124 protony w jądrze mają efekt stabilizujący.

## Nazwa
Dla nowych pierwiastków, których ostateczna nazwa nie została jeszcze ustalona, stosuje się tymczasowe nazewnictwo systematyczne, rekomendowane przez IUPAC. Nazwa pierwiastka jest tworzona na podstawie jego liczby atomowej, np. w przypadku unbikwadu: un+bi+kwad, czyli 1+2+4.

## Historia
Serię eksperymentów, które doprowadziły do powstania jąder złożonych pierwiastka 124, wykonano w 2006 roku w Caen, z użyciem akceleratora GANIL. Francuscy uczeni przeprowadzili próby syntezy jąder złożonych o wysokich energiach wzbudzenia, aby zbadać efekty powłokowe w jądrach pierwiastków superciężkich. Jedną z reakcji była fuzja jąder uranu z izotopami germanu pochodzącymi z naturalnej mieszaniny:
23892U + nat32Ge → 308,310,311,312,314124Ubq* → rozszczepienie
Stwierdzono, że czasy życia jąder powstających w wyniku fuzji są dłuższe niż 10−18 sekundy, co świadczy o silnych efektach powłokowych w pobliżu Z=124, stabilizujących jądro, a to sugeruje bliskość hipotetycznej wyspy stabilności. Zidentyfikowano je dzięki wysokiej masie produktów rozszczepienia.